# Tim von Veh
Tim von Veh (* 1963 in Riesa) ist ein deutscher Zeichner und Grafiker.

## Leben
Von Veh studierte von 1987 bis 1992 an der Hochschule für Grafik und Buchkunst in Leipzig in der Fachrichtung Malerei/Grafik bei Dietrich Burger, Sighard Gille. Sein Diplom legte er 1992 bei Arno Rink ab und war anschließend bis 1994 Meisterschüler von Ulrich Hachulla. Von Veh lebt und arbeitet in Muschwitz bei Lützen. Ab 2008 leitet er einen Kursus an der Leipziger Sommerakademie. 2010 hatte er einen Lehrauftrag an der Sommerakademie Riesa efau in Dresden.

## Künstlerische Arbeitsweise
Von Veh gestaltet mit der Drucktechnik der Ätzradierung monumentale figürliche Collagen aus Einzeldrucken, die er auf Wänden, Plafonds oder Tafelbildern montiert. Dabei greift der Künstler auf einen über Jahre entwickelten Fundus zurück, der immer wieder neu kombiniert und koloriert werden kann. Die Anregungen dazu hat er von der manieristischen Monumentalgrafik übernommen. Ab 2010 erstellte er in Dresdner Galerieräumen eine dauernde Installation seiner Arbeiten, die bei wechselnden Ausstellungen anderer Künstler erhalten blieb. Im Jahr 2019 gestaltete er im Museumsauftrag einen lebensgroßen Fries mit den historischen Persönlichkeiten der Herzogsfamilie Sachsen-Zeitz im Festsaal des Schlosses Moritzburg in Zeitz.

Blick in die Ausstellung Post Offen III in der alten Post in Roßwein mit La carnicera, 1994, Öl, Radierung auf Papier auf Leinwand von Tim von Veh.

„Tim von Veh ist besessen von der gestalterischen Potenz, die den Gelenken, Muskeln und Polstern des menschlichen Leibes innewohnt. … Einen umfangreichen Fundus von Motivfragmente hat sich Tim von Veh erarbeitet. Die Bannung einer vor dem menschlichen Modell das Künstlerauge fesselnden Linie ist der schwerwiegendste und stiftende Teil seiner Arbeit. Wenn dieser Linienwurf gelungen ist, werden die Erfindungen in immer neuen Sinn- und Form-Zusammenhängen, bei Vorhandensein einer hinreichend großen Presse, zusammengedruckt, zumeist aber auf Papier, Maltuch oder die pure Wand zu neuen Wesen und Gruppen collagiert.“ (Sebastian Hennig in Neues Deutschland)

## Trivia
Von Veh stammt aus einer alten Revaler Kaufmannsfamilie, die durch Peter den Großen in den Adelsstand erhoben wurde. Der Wahlspruch lautet „Nie niedrig!“
Der Künstler hat Plattencover für das Berliner Label Asphalt Tango Records gestaltet und war mit der Tourneebetreuung der Balkan-Brass-Band Fanfare Ciocărlia betraut.

## Ausstellungen

### Einzelausstellungen
- 1996 Galerie Mittelstraße 18, Potsdam
- 1998 Galerie Viewline, Solothurn/Schweiz
- 1999 Chercheurs d’Art Poitiers/Frankreich
- 2002 Galerie Innerdruck Leipzig
- 2006 Delikatessenhaus Leipzig
- 2007 Antiquariat Volapük Berlin
- 2008 Delikatessenhaus Leipzig
- 2010 Galerie Margareta Friesen Dresden
- 2011 Galerie Wildeshaus, Wildeshausen
- 2011 Galerie Margareta Friesen, Dresden
- 2016 Kleine Galerie im Rathaus, Döbeln
- 2021 Parkhotel, Dresden
- 2022 Kunstraum Neu Deli, Leipzig
- 2023 Galerie Kunstraum, Altenburg
- 2023 Galerie Pferdestall, Garbisdorf

### Gruppenausstellungen
- 1996 Germanisches Nationalmuseum Nürnberg „Leipziger Grafik“
- 2009 Krönbacken Erfurt
- 2010 POSToffen III, Alte Post Roßwein
- 2010 Kunstfoyer im Kulturrathaus Dresden
- 2010 Dresdener Sommerakademie Riesa e.V
- 2012 19. Leipziger Jahresausstellung, Westwerk Leipzig
- 2014 VII. Triennale Sachsen-Anhalt Süd, Weißenfels

## Stipendien und Auszeichnungen
- 1994–1995 Stipendium Cuenca/Spanien
- 2000 Arbeitsstipendium der Aldegrever Gesellschaft, Münster
- 2003, 2009 und 2010 Arbeitsaufenthalt Druckzentrum „Masereel“, Belgien

## Werke in öffentlichem Besitz
- Kulturstiftung Sachsen
- Staatliche Kunstsammlungen Dresden, Kunstfonds
- VNG Verbundnetz Gas AG Leipzig
- Neue Chemnitzer Kunsthütte e. V., Trägerverein der Neuen Sächsischen Galerie
- Schloss Moritzburg Zeitz

## Publikationen
- Tjark Ihmels, Michael Touma, Tim von Veh: Die Leiche Elvis. Selbstverlag, Leipzig, 1992
- Peter Wawerzinek, Der Gallionsfigurenschnitzer, mit drei colorierten Radierungen von Tim von Veh, 11 Seiten, SavodProgress, Berlin 2000. Auflage 50, nummeriert und signiert.
- Ralf-Ingo Pampel, Gedichte, verziert von Tim von Veh, Auflage 50 nummerierte Exemplare, Alinea Buchdruckerei, Leipzig 2019
- Peter Wawerzinek: Übermalung. mit einer Originalradierung von Zim von Veh, Grafik-Literatur-Edition des Förderkreises „Freunde des Lindenau-Museums Altenburg“, Altenburg 2020